# Karl Ludwig Dietrich von Gemmingen
Karl Ludwig Dietrich von Gemmingen (* 14. Juli 1772 in Stuttgart; † 4. Oktober 1825) war württembergischer Kammerherr und ab 1817 Regierungsdirektor des Schwarzwaldkreises.

## Leben
Er entstammte dem 2. Unterzweig (Stuttgart) des 2. Zweigs (Guttenberg und Fürfeld) der Freiherren von Gemmingen-Guttenberg und war ein Sohn des Johann Dietrich von Gemmingen (1744–1805) und der Friederike von Bönninghausen (1744–1806). Er absolvierte die Hohe Karlsschule in Stuttgart und kam 1796 als Praktikant ans Reichskammergericht nach Wetzlar. Danach war er Assessor beim Hofgericht in Tübingen und dann Regierungsrat in Ulm. Von 1806 bis 1813 war er Oberjustizrat beim Kriminal-Tribunal in Esslingen, danach Landvogt in Calw. 1817 wurde er Direktor der Kreisregierung des Schwarzwaldkreises in Reutlingen.
In den Württembergischen Landständen gehörte er von 1820 bis 1824 als Vertreter der Ritterschaft des Neckarkreises der II. Kammer an.

## Familie
Er war verheiratet mit Henriette von Berlichingen-Jagsthausen (1780–1862). Aus der Ehe gingen drei Kinder hervor.
Nachkommen:
- Luise Charlotte Mathilde (1803–1881) ⚭ N. v. Klingstroem
- Franziska Dorothea (1812–1819)
- Friedrich Franz Karl Dietrich (Karl) (1804–1885) ⚭ Beatrix von Fahnenberg (1812–1898)
- Franz Karl Wilhelm Dietrich (1809–1882) ⚭ Amalie von Hallberg-Broich (gesch. 1839)